# حمام أخضر سميك المنقار
حمام أخضر سميك المنقار (الاسم العلمي: Treron curvirostra) هو نوع من فصيلة حماميات.